# Nokia N95
De Nokia N95 is een smartphone van Nokia die vanaf eind april 2007 op de Europese markt verkrijgbaar was.
Opvallend aan de Nokia N95 is dat hij aan twee kanten kan worden opengeschoven: de ene kant is voor multimediabediening en de andere kant is het normale toetsenbord van een telefoon.
Het apparaat heeft een Carl Zeiss-camera van 5 megapixel met autofocus, digitale zoom en led-flits. Het heeft ook WLAN (wifi), waarmee internettoegang kan worden verkregen op draadloze netwerken. Met nieuwe firmware-versies ondersteunt het toestel ook MicroSD High Capacity-geheugenkaarten en assisted GPS (A-GPS). De laatste firmwareversie op dit moment (december 2009) is V 35.0.001.
Sinds 15 oktober 2007 is er een nieuwe versie van de Nokia N95 op de markt: de (zwarte) Nokia N95 8GB. Dit is vrijwel dezelfde telefoon maar met een groter intern geheugen van 8 gigabyte, een 0,2 inch (ongeveer 0,5 cm) groter scherm en een grotere accu (1200 mAh in plaats van 950 mAh). Dit toestel is niet verder uit te breiden middels een MicroSD kaartje.